# Pouso Alegre (tiểu vùng)
Pouso Alegre là một tiểu vùng thuộc bang Minas Gerais, Brasil. Tiều vùng này có diện tích 4917 km², dân số năm 2007 là 281231 người.